# Конский каштан японский
Ко́нский кашта́н япо́нский (лат. Aesculus turbinata) — дерево рода конских каштанов из семейства конскокаштановых. Произрастает в Японии; в XIX веке интродуцирован в Северную Америку. Схож с конским каштаном обыкновенным, но имеет более длинные листовые пластинки. Достигает 30 метров в высоту и 2 метров в обхвате.